# Montepulciano (winorośl)
Montepulciano – czerwony szczep winorośli, pochodzący z Włoch, przypuszczalnie z Abruzji. Montepulciano jest czwartą pod względem powierzchni winnic z odmian uprawianych we Włoszech, po sangiovese, catarratto bianco i trebbiano. Areał upraw podlega niewielkim wahaniom: w 2000 roku wynosił 29 828 ha, w 1990 – 31 000 ha. Niewiele mniejszy obszar jest obsadzony odmianami barbera i merlot.

## Charakterystyka
Winorośl dojrzewa późno. Grona cechują się żywym kolorem i ilością cukrów pozwalającą na osiągnięcie dość wysokiego poziomu alkoholu. Odmiana jest plenna. Poziom kwasów uchodzi za niski. Uprawa na zboczach sprzyja koncentracji tanin. Montepulciano cechuje się wysoką odpornością na choroby grzybowe.

## Wina
Czerwone wina na bazie montepulciano cechują się intensywnym kolorem, niską kwasowością i przyjemnym poziomem tanin. W zależności od położenia winnicy (nachylenie sprzyja koncentracji aromatu) i metody produkcji montepulciano daje zarówno świeże, bardzo owocowe wina, do picia jako młode albo pełniejsze, z wyraźniejszymi garbnikami, nadające się do starzenia nawet do 20 lat.
Z montepulciano wytwarza się także wina różowe określane mianem cerasuolo („czereśniowe”), o intensywnie różowoczerwonym kolorze i stosunkowo wysokim poziomie alkoholu.
Wewnątrz apelacji Montepulciano d'Abruzzo wyróżniono w 2003 roku w prowincji Teramo podapelację najwyższej włoskiej klasy DOCG Montepulciano d'Abruzzo Colline Teramane, z której wina muszą przynajmniej w 90% składać się z montepulciano.
Cenione toskańskie vino nobile di montepulciano swoją nazwę bierze od miejscowości Montepulciano, a nie od szczepu winogron i jest tłoczone w przynajmniej 70% z winogron sangiovese.

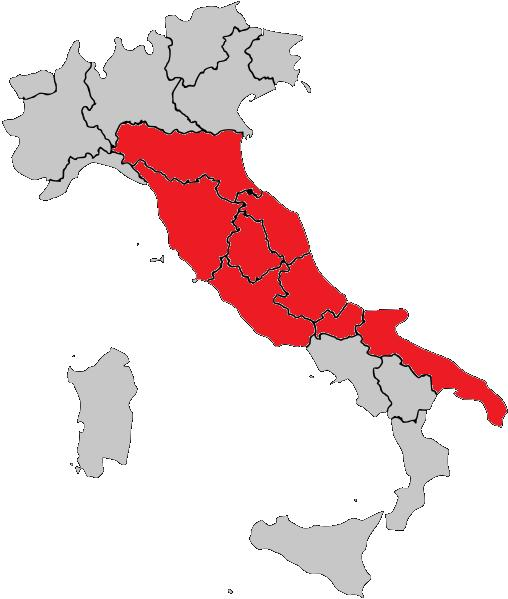
Mapka Włoch z naniesionymi regionami upraw montepulciano

## Rozpowszechnienie
Szczep montepulciano jest typowy dla środkowych Włoch. Montepulciano to najpopularniejsza odmiana winorośli w Abruzji. Wina z niej wytwarzane w czterech prowincjach i spełniające wymagania jakościowe mają prawo do oznaczenia Montepulciano d'Abruzzo DOC. W 2007 roku wyprodukowano 800 000 hl wina Montepulciano d'Abruzzo DOC (drugie we Włoszech po Chianti DOCG). Od 2002 wino z okolic Teramo wyróżniono apelacją DOCG Montepulciano d'Abruzzo Colline Teramane. Odmiana jest uprawiana także w Emilii, Marche (wina rosso conero i rosso piceno) oraz w Molise (wino biferno), Apulii i Lacjum. W położonych bardziej na północ Umbrii i Toskanii udaje się gorzej.
Winnice obsadzone montepulciano istnieją na niewielką skalę w regionie Auckland na nowozelandzkiej Wyspie Północnej, w Kalifornii (30 ha w 2008, hrabstwa Mendocino i Lake), Australii i na Malcie.

## Synonimy
Zarejestrowane są następujące synonimy dla montepulciano, przy czym niektóre z nich są mylące: cordicso, cordiscio, cordisco, cordisio, monte pulciano, montepulciano cordesco, montepulciano d'abruzzo, montepulciano di torre de passeri, montepulciano primatico, montepuliciano, montepuliciano crni, morellone (kojarzące się z morellino, synonimem sangiovese), premutico, primaticcio, primitivo (istnieje odmiana primitivo), primutico, s. giovese, sangiovese cardisco, sangiovese cordisco, sangiovetto, torre dei passeri, uva abruzzese, uva abruzzi.